# Cloruro neodimico
Il cloruro neodimico, detto anche cloruro di neodimio(III) o neodimio tricloruro, il sale di neodimio dell'acido cloridrico. Questo composto, in forma anidra, è un solido color malva che assorbe rapidamente l'acqua mediante esposizione all'aria per formare un esaidrato di colore viola, NdCl3 · 6H2O. Il cloruro di neodimio(III) è prodotto da minerali monazite e bastnäsite usando un complesso processo di estrazione multistadio. Ha diverse importanti applicazioni come sostanza chimica intermedia per la produzione di laser al neodimio e laser a base di neodimio e fibre ottiche. Altre applicazioni includono l'uso come catalizzatore nella sintesi organica e nella decomposizione della contaminazione delle acque reflue, protezione dalla corrosione dell'alluminio e delle sue leghe e etichettatura fluorescente di molecole organiche (DNA). 

## Struttura

### Solido
Il cloruro neodimico anidro presenta il neodimio in una geometria prismatica trigonale a nove coordinate e si cristallizza con la struttura del tricloruro di uranio (UCl3). Questa struttura esagonale è comune per molti lantanidi e attinidi alogenati come il cloruro di lantanio(III) (LaCl3), tribromuro di lantanio (LaBr3), tricloruro di samario (SmCl3), tricloruro di praseodimio (PrCl3), tricloruro di europio (EuCl3), cloruro ceroso (CeCl3), tribromuro di cerio (CeBr3), tricloruro di gadolinio (GdCl3), tricloruro di americio (AmCl3) e tricloruro di terbio (TbCl3), ma non per tricloruro di itterbio (YbCl3) e tricloruro di lutezio (LuCl3).

### Soluzione
La struttura del cloruro di neodimio (III) nella soluzione dipende in modo cruciale dal solvente: in acqua, le specie principali sono Nd(H2O)83+ e questa situazione è comune per la maggior parte dei cloruri e bromuri di terre rare. Nel metanolo, le specie sono NdCl2(CH3OH)6+ e nell'acido cloridrico NdCl(H2O)72+. La coordinazione del neodimio è ottaedrica in tutti i casi, ma la struttura del ligando è diversa.

## Proprietà
Il cloruro neodimico è un solido paramagnetico morbido, che diventa ferromagnetico a una temperatura molto bassa di 0,5 K. La sua conduttività elettrica è di circa 240 S/m e la capacità termica è ~ 100 J/(mol · K).  Il cloruro neodimico è facilmente solubile in acqua ed etanolo, ma non in cloroformio o etere. La riduzione del cloruro neodimico con metallo a temperature superiori a 650 °C produce NdCl2:
{\displaystyle {\ce {2 NdCl3 + Nd -> 3 NdCl2}}}
Il riscaldamento del cloruro neodimico con vapori d'acqua o silice produce ossicloruro di neodimio:
{\displaystyle {\ce {NdCl3 + H2O -> NdOCl + 2 HCl}}}
{\displaystyle {\ce {2 NdCl3 + SiO2 -> 2 NdOCl + SiCl4}}}
La reazione del cloruro neodimico con acido solfidrico a circa 1100 °C produce solfuro di neodimio:
{\displaystyle {\ce {2 NdCl3 + 3 H2S -> 2 Nd2S3 + 6 HCl}}}
Le reazioni con ammoniaca e fosfina ad alte temperature producono rispettivamente nitruro di neodimio e fosfuro:
{\displaystyle {\ce {NdCl3 + NH3 -> NdN + 3 HCl}}}
{\displaystyle {\ce {NdCl3 + PH3 -> NdP + 3 HCl}}}
Considerando che l'aggiunta di acido fluoridrico produce fluoruro di neodimio:
{\displaystyle {\ce {NdCl3 + 3 HF -> NdF3 + 3 HCl}}}

## Preparazione
Il cloruro neodimico è prodotto dai minerali monazite e bastnäsite. La sintesi è complessa a causa della bassa abbondanza di neodimio nella crosta terrestre (38 mg/kg) e della difficoltà di separare il neodimio da altri lantanidi. Il processo è tuttavia più facile per il neodimio che per altri lantanidi a causa del suo contenuto relativamente elevato nel minerale - fino al 16% in peso, che è il terzo più alto dopo cerio e lantanio.
Il minerale frantumato viene trattato con acido solforico concentrato caldo per produrre solfati idrosolubili di terre rare. I filtrati acidi sono parzialmente neutralizzati con idrossido di sodio a pH 3-4. Il torio precipita dalla soluzione sotto forma di idrossido e viene rimosso. Successivamente la soluzione viene trattata con ossalato di ammonio per convertire le terre rare nei loro ossalati insolubili. Gli ossalati vengono convertiti in ossidi mediante ricottura. Gli ossidi vengono disciolti in acido nitrico che esclude i componenti principali, il cerio, il cui ossido è insolubile in acido nitrico (HNO3). L'ossido di neodimio è separato dagli altri ossidi di terre rare per scambio ionico. In questo processo, gli ioni delle terre rare vengono assorbiti su resina adatta mediante scambio ionico con idrogeno, ammonio o ioni rameici presenti nella resina. Gli ioni di terre rare vengono quindi selettivamente eliminati da un idoneo agente complessante, come citrato di ammonio o nitrilotracetato.
Questo processo normalmente produce Nd2O3; l'ossido è difficile da convertire direttamente in neodimio elementare, che è spesso l'obiettivo dell'intera procedura tecnologica. Pertanto, l'ossido viene trattato con acido cloridrico e cloruro di ammonio per produrre il cloruro neodimico meno stabile:
{\displaystyle {\ce {Nd2O3 + 6 NH4Cl -> 2 NdCl3 + 3 H2O + 6 NH3}}}
Il cloruro neodimico così prodotto assorbe rapidamente l'acqua e si converte in NdCl3 · 6H2O idrato, che è stabile per lo stoccaggio e può essere riconvertito in cloruro neodimico quando necessario. Il semplice riscaldamento rapido dell'idrato non è pratico a tale scopo perché provoca idrolisi con conseguente produzione di Nd2O3. Pertanto, il cloruro neodimico anidro viene preparato per disidratazione dell'idrato riscaldando lentamente a 400 °C con 4-6 equivalenti di cloruro di ammonio sotto vuoto elevato o riscaldando con un eccesso di cloruro di tionile per diverse ore..In alternativa, il cloruro neodimico può essere preparato facendo reagire il metallo al neodimio con acido cloridrico o cloro, sebbene questo metodo non sia economico a causa del prezzo relativamente elevato del metallo e viene utilizzato solo a scopo di ricerca. Dopo la preparazione, viene solitamente purificato mediante sublimazione ad alta temperatura sotto vuoto spinto.

## Applicazioni

### Produzione di metallo al neodimio
Il cloruro di neodimio (III) è il composto di partenza più comune per la produzione di metallo al neodimio. Il cloruro neodimico viene riscaldato con cloruro di ammonio o fluoruro di ammonio e acido fluoridrico o con metalli alcalini o alcalini terrosi in atmosfera di vuoto o argon a 300-400 °C.
{\displaystyle {\ce {NdCl3 + 3 Li -> Nd + 3 LiCl}}}
Una via alternativa è l'elettrolisi della miscela fusa di NdCl3 anidro e NaCl o KCl a temperature di circa 700 °C. La miscela si scioglie a quelle temperature, anche se sono inferiori ai punti di fusione del cloruro neodimico e del cloruro di potassio (KCl) (~770 °C).

### Laser e amplificatori a fibra
Sebbene il cloruro neodimico stesso non abbia una forte luminescenza, serve come fonte di ioni Nd3+ per vari materiali che emettono luce. Questi ultimi includono laser Nd-YAG e amplificatori in fibra ottica drogati con Nd, che amplificano la luce emessa da altri laser. Il laser Nd-YAG emette luce infrarossa a 1.064 micrometri ed è il laser a stato solido più popolare (ovvero laser basato su un mezzo solido). La ragione per usare cloruro neodimico piuttosto che il neodimio metallico o il suo ossido, nella fabbricazione di fibre è la facile decomposizione del composto durante la deposizione chimica da vapore; quest'ultimo processo è ampiamente utilizzato per la crescita delle fibre.
Il cloruro di neodimio (III) è un drogante non solo delle tradizionali fibre ottiche a base di silice, ma anche delle fibre di plastica (dopedototima-gelatina, poliimmide, polietilene, ecc.) È anche usato come additivo nei diodi organici a infrarossi a emissione di luce. Inoltre, i film organici drogati al neodimio possono agire non solo come LED, ma anche come filtri colorati che migliorano lo spettro di emissione dei LED.
La solubilità del cloruro di neodimio (III) (e di altri sali di terre rare) è la presenza di vari solventi in un nuovo tipo di laser per terre rare, che utilizza non un solido ma un liquido come mezzo attivo. Il liquido contenente ioni Nd3+ viene preparato nelle seguenti reazioni:
{\displaystyle {\ce {SnCl4 + 2 SeOCl2 -> SnCl6^2- + 2 SeOCl+}}}
{\displaystyle {\ce {SbCl5 + SeOCl2 -> SbCl6- + SeOCl+}}}
{\displaystyle {\ce {3 SeOCl + + NdCl3 -> Nd_{(solv)}^3+ + 3 SeOCl2}}}
dove Nd3+ è in realtà lo ione solvato con diverse molecole di ossicloruro di selenio coordinate nella prima sfera di coordinazione, ovvero [Nd (SeOCl2)m]3+. I liquidi laser preparati con questa tecnica emettono alla stessa lunghezza d'onda di 1,064 micrometri e possiedono proprietà, come l'alto guadagno e la nitidezza dell'emissione, che sono più caratteristiche del laser cristallino rispetto ai laser a vetro Nd. L'efficienza quantistica di quei laser liquidi era di circa 0,75 rispetto al tradizionale laser Nd: YAG.

### Catalisi
Un'altra importante applicazione del cloruro neodimico è la catalisi: in combinazione con sostanze chimiche organiche, come il trietilalluminio e il 2-propanolo, accelera la polimerizzazione di vari dieni. I prodotti includono gomme sintetiche per uso generale come polibutilene, polibutadiene e poliisoprene.
Il cloruro di neodimio (III) viene anche usato per modificare il biossido di titanio. Quest'ultimo è uno dei fotocatalizzatori inorganici più popolari per la decomposizione di fenolo, vari coloranti e altri contaminanti delle acque reflue. L'azione catalitica dell'ossido di titanio deve essere attivata dalla luce UV, cioè dall'illuminazione artificiale. Tuttavia, la modifica dell'ossido di titanio con cloruro di neodimio (III) consente la catalisi sotto illuminazione visibile, come la luce solare. Il catalizzatore modificato viene preparato mediante metodo di coprecipitazione-peptizzazione chimica mediante idrossido di ammonio dalla miscela di tetracloruro di titanio (TiCl4) e cloruro neodimico in soluzione acquosa). Questo processo viene utilizzato commercialmente su larga scala su un reattore da 1000 litri per l'utilizzo in vernici autopulenti fotocatalitiche.

### Protezione dalla corrosione
Altre applicazioni sono in fase di sviluppo. Ad esempio, si è notato che il rivestimento di alluminio o varie leghe di alluminio produce una superficie molto resistente alla corrosione, che ha quindi resistito all'immersione in soluzione acquosa concentrata di NaCl per due mesi senza segni di vaiolatura. Il rivestimento viene prodotto per immersione in una soluzione acquosa di cloruro neodimico per una settimana o per deposizione elettrolitica usando la stessa soluzione. Rispetto ai tradizionali inibitori della corrosione a base di cromo, cloruro neodimico e altri sali di terre rare sono rispettosi dell'ambiente e molto meno tossici per l'uomo e gli animali.
L'azione protettiva del cloruro neodimico sulle leghe di alluminio si basa sulla formazione di idrossido di neodimio insolubile. Essendo un cloruro, lo stesso cloruro neodimico è un agente corrosivo, che a volte viene utilizzato per i test di corrosione della ceramica.

### Etichettatura di molecole organiche
I lantanidi, incluso il neodimio, sono famosi per la loro brillante luminescenza e quindi sono ampiamente utilizzati come etichette fluorescenti. In particolare, il cloruro neodimico è stato incorporato in molecole organiche, come il DNA, che potrebbero quindi essere facilmente rintracciate utilizzando un microscopio a fluorescenza durante varie reazioni fisiche e chimiche.